# Alexandra Roach
Alexandra Roach (* 23. srpna 1987) je velšská herečka. Narodila se v jihovelšském Ammanfordu. Již jako teenager hrála ve velšskojazyčné mýdlové opeře nazvané Pobol y Cwm. Později studovala na londýnské Royal Academy of Dramatic Art, kde v roce 2010 získala titul B.A. z herectví. V roce 2011 hrála mladou Margaret Thatcherovou v životopisném snímku Železná lady. Dále hrála například v seriálu Vicious a filmech Anna Karenina (2012), Životní šance (2013) a Zuřivá salsa (2014).